# Anticipatieve inbreng
De anticipatieve inbreng (Frans: l'apport anticipé) is een rechtsfiguur uit het Belgische relatievermogensrecht. De anticipatieve inbreng is geregeld in artikel 2.3.53 van het Belgische Burgerlijk Wetboek (BW).

## Omschrijving
De anticipatieve inbreng biedt ongehuwde koppels die een onroerend goed aankopen de mogelijkheid om reeds bij de verkrijging van het goed (bijvoorbeeld bij de aankoop) in de notariële akte te bepalen dat het goed later, bij een eventueel huwelijk van het koppel, automatisch deel zal uitmaken van hun gemeenschappelijk huwelijksvermogen. Door het louter feit van hun huwelijk, zal dit onroerend goed dan tot het gemeenschappelijk vermogen behoren, alsof ze de inbreng in hun huwelijksovereenkomst hadden bedongen (art. 2.3.53, §2, eerste lid BW).
De verklaring van anticipatieve inbreng wordt afgelegd op het moment van de verkrijging van het onroerend goed, maar zal pas intreden op het ogenblik van het huwelijk. Een anticipatieve inbreng hoeft bijgevolg niet definitief te zijn. Zo kan het ongehuwd koppel voorafgaand aan het huwelijk alsnog in hun huwelijksovereenkomst bepalen dat de anticipatieve inbreng niet zal plaatsvinden (art. 2.3.53, §2, tweede lid BW).

## Geschiedenis
De mogelijkheid om een anticipatieve inbreng te doen werd oorspronkelijk ingevoerd in artikel 1452, §2 van het Oud Burgerlijk Wetboek door de wet van 22 juli 2018 die een hervorming doorvoerde van het Belgische huwelijksvermogensrecht. In 2022 werd deze rechtsfiguur behouden naar aanleiding van de invoering van boek 2, titel 3 'Relatievermogensrecht' in het Burgerlijk Wetboek van 2019.

## Voorwaarden
De anticipatieve inbreng is verbonden aan enkele voorwaarden (art. 2.3.53, §2, eerste lid BW):
- Ten eerste is de anticipatieve inbreng enkel mogelijk voor onroerende goederen (zoals bijvoorbeeld een woning, een grond enz.). De anticipatieve inbreng is bijgevolg niet mogelijk voor roerende goederen (zoals bijvoorbeeld geld, huisraad enz.).
- Ten tweede is de anticipatieve inbreng enkel mogelijk voor zover beide partners het onroerend goed verkrijgen.
- Ten derde is het vereist dat de beide partners de enige verkijgers zijn van het goed. De anticipatieve inbreng is bijgevolg niet mogelijk als de partners het onroerend goed verkrijgen samen met een derde (zoals bijvoorbeeld een vennootschap, familieleden van de partners enz.)
- Ten vierde is het vereist dat de beide partners elk de helft van het onroerend goed verkrijgen. De anticipatieve inbreng is bijgevolg niet mogelijk als de partners aankopen in bijvoorbeeld een 30/70-verhouding.

## Gevolgen
De anticipatieve inbreng heeft meerdere gevolgen:
- Ten eerste zal het onroerend goed dat anticipatief is ingebracht automatisch deel uitmaken van hun gemeenschappelijk huwelijksvermogen van de echtgenoten, zodra het ongehuwd koppel in het huwelijk treedt (art. 2.3.53, §2, eerste lid BW). Opdat het onroerend goed tot het gemeenschappelijk huwvermogen zou behoren, dienen zij het goed daarom niet meer in te brengen door middel van een huwelijksovereenkomst naar aanleiding van hun huwelijk.
- Ten tweede zullen de schulden die zijn verbonden aan de verkrijging, verbetering of instandhouding van het ingebrachte onroerend goed eveneens automatisch tot het gemeenschappelijk huwelijksvermogen behoren. Een voorbeeld van zulke schuld is de hypothecaire lening die het ongehuwd koppel is aangegaan bij de aankoop van het onroerend goed.[4] Het ongehuwd koppel kan echter afwijken van deze regel, en dit zowel op het moment van de anticipatieve inbreng als later in een huwelijksovereenkomst (art. 2.3.53, §3 BW).
- Ten derde schrijft de notaris de verklaring van anticipatieve inbreng in in het centraal register voor huwelijksovereenkomsten (CRH; art. 2.3.53, §2, derde lid, samen gelezen met art. 2.3.83, §1, 2° BW).[5]